# تروند فورد إريكسن
تروند فورد إريكسن هو لاعب كرة يد نرويجي. مثل منتخب النرويج لكرة اليد. بدأ تمثيل المنتخب في سنة 1997 ولعب معه 27 مباراة حتى سنة 2001. نافس في بطولة العالم لكرة اليد للرجال 2001.